# امید حاجیلی
امید حاجیلی (زادهٔ ۲ مهر ۱۳۶۲، تهران) خواننده، نوازندهٔ ترومپت، تنظیم‌کننده،ترانه سرا و آهنگساز اهل ایران است.

## زندگی‌نامه
او از سن ۹ سالگی نوازندگی پیانو را آغاز کرد و از ۱۱ سالگی وارد هنرستان موسیقی تهران شد، پس از حدود ۳ سال نوازندگی ویولن ساز خود را به ترومپت تغییر داد و هم‌زمان به صورت خودآموز نوازندگی پرکاشن و درام را آغاز کرد و سال ۱۳۷۷ دیپلم هنرستان را گرفت و تا مقطعِ لیسانس در همان‌جا ادامه داد و بعد از آن مدرک کارشناسی ارشد موسیقی را از دانشگاهِ هنر اخذ نمود و همچنین در سال ۱۳۹۶ مدرک دکترای افتخاری زیر نظر وزارت علوم در رشتهٔ آهنگسازی نیز دریافت نمود. علاوه بر ساز ترومپت و فلوگل‌هورن او نوازندهٔ سازهای پیانو، پرکاشن و درام نیز می‌باشد.
امید حاجیلی، مدرسِ اسبقِ دانشکدهٔ موسیقی صدا و سیما و دانشکدهٔ هنر و معماری دانشگاه آزاد بود. آهنگساز و تنظیم‌کننده و نوازندهٔ حرفه‌ای ساز ترومپت که در بسیاری از آلبوم‌های موسیقی حضور داشته‌است، او سابقهٔ ۱۰ سال نوازندگی در ارکستر سمفونیک تهران، ارکستر فیلارمونیک تهران، ارکستر سمفونیکِ صدا و سیما و ارکسترهای دیگر دارد. وی آهنگ‌ساز و تنظیم‌کنندهٔ چندین ترک در آلبوم‌های مختلف بوده و سابقهٔ همکاری با خوانندگانی همچون: علیرضا عصار، سیروان خسروی، محسن چاوشی (قطعهٔ مردم آزار)، علی لهراسبی، خشایار اعتمادی، حمید حامی، نیما مسیحا، شاهکار بینش‌پژوه، محمد زارع، جمشید عزیزخانی و … داشته‌است و هم‌چنین رهبر ارکسترِ چند گروهِ پاپ از جمله ناصر عبداللهی و رضا صادقی نیز بوده‌است و یکی از اعضای اصلی گروه دارکوب بوده است.

## فیلم‌شناسی

### شبکه نمایش خانگی
- پیکسل (۱۳۹۸) محمد حسین لطیفی
- شبهای مافیا (۱۳۹۹) سعید ابوطالب
- بند بازی (۱۴۰۰) نیما بانک
- تی‌ان‌تی (۱۴۰۲) حامد آهنگی
- شب‌های مافیا:زودیاک (۱۴۰۲)
- دورهمی(۱۴۰۰) مهران مدیری

## ترانه‌شناسی

### آلبوم‌ها
- ۱۳۸۷ - آلگرو[۴]
- ۱۳۹۴ - دارکوب (نوازندهٔ ترومپت)
- ۱۳۹۵ - حاجیلیتو[۴]

### تک‌آهنگ‌ها
- ۱۳۸۹ - گزینهٔ جوان
- ۱۳۸۹ - گزینهٔ جوان ۲
- ۱۳۸۹ - بوم بوم (با فرهاد جهانی)
- ۱۳۸۹ - ربابه
- ۱۳۹۰ - دیره
- ۱۳۹۰ - گل نازم
- ۱۳۹۰ - بیا بریم بوم (ورژن جدید بوم بوم)
- ۱۳۹۰ - عاشقتم (با سیروان خسروی)
- ۱۳۹۱ - دلبر
- ۱۳۹۲ - باغ مولوی
- ۱۳۹۲ - عشق منی (با فرهاد جهانی)
- ۱۳۹۲ - وای وای
- ۱۳۹۲ - بی‌اختیار (کلاب میکس)
- ۱۳۹۲ - دلبر سیاه
- ۱۳۹۳ - افتاد
- ۱۳۹۳ - دوست دارم (با پارسا قناعتی)
- ۱۳۹۳ - ب‍ه‍ون‍ه‌گ‍ی‍ر (با فرهنگ توکلی)
- ۱۳۹۴ - ای داد
- ۱۳۹۴ - امروز
- ۱۳۹۴ - باریکلا
- ۱۳۹۴ - تردست
- ۱۳۹۵ - پریزاد
- ۱۳۹۶ - واویلا
- ۱۳۹۶ - یار یار
- ۱۳۹۷ - ایران
- ۱۳۹۷ - برزی بارون
- ۱۳۹۸ - چشمای مستت
- ۱۳۹۸ - زیم زیم
- ۱۳۹۹ - دخت شیرازی
- ۱۴۰۰  - سلام علیکم [۵]
- ۱۴۰۲  - همونی
- ۱۴۰۳- زینو